# Fox Farm-College
Fox Farm-College és una concentració de població designada pel cens dels Estats Units a l'estat de Wyoming. Segons el cens del 2000 tenia 3.272 habitants.

## Demografia
Segons el cens del 2000, Fox Farm-College tenia 3.272 habitants, 1.283 habitatges, i 809 famílies. La densitat de població era de 377,1 habitants/km².
Dels 1.283 habitatges en un 34,9% hi vivien nens de menys de 18 anys, en un 42,6% hi vivien parelles casades, en un 15% dones solteres, i en un 36,9% no eren unitats familiars. En el 28,7% dels habitatges hi vivien persones soles el 7,4% de les quals corresponia a persones de 65 anys o més que vivien soles. El nombre mitjà de persones vivint en cada habitatge era de 2,45 i el nombre mitjà de persones que vivien en cada família era de 3,02.
Per edats la població es repartia de la següent manera: un 27,5% tenia menys de 18 anys, un 14% entre 18 i 24, un 30% entre 25 i 44, un 20,1% de 45 a 60 i un 8,4% 65 anys o més.
L'edat mediana era de 31 anys. Per cada 100 dones de 18 o més anys hi havia 99,7 homes.
La renda mediana per habitatge era de 26.984 $ i la renda mediana per família de 29.265 $. Els homes tenien una renda mediana de 23.860 $ mentre que les dones 23.924 $. La renda per capita de la població era de 15.099 $. Entorn del 16,8% de les famílies i el 22% de la població estaven per davall del llindar de pobresa.

## Poblacions més properes
El següent diagrama mostra les poblacions més properes.